# جان لنسینگ جونیور
جان تن ایک لنسینگ جونیور (.John Ten Eyck Lansing Jr) (زادهٔ ۳۰ ژانویه ۱۷۵۴ - ناپدید شده در ۱۲ دسامبر ۱۸۲۹)، وکیل و سیاستمدار آمریکایی بود.
لنسینگ متولد و بزرگ شده آلبانی، نیویورک بود. او یک وکیل آموزش دیده بود و سال‌ها فعالیت‌های سیاسی و دولتی داشت. او در طی انقلاب آمریکا، منشی نظامی ژنرال فیلیپ اسکایلر بود. لنسینگ درطی سال‌های ۱۷۸۱ تا ۱۷۸۴، ۱۷۸۶ و ۱۷۸۹ در مجمع ایالت نیویورک خدمت کرد؛ در سال‌های ۱۷۸۶ و ۱۷۸۹ رئیس مجلس شد؛ در سال ۱۷۸۵ به عضویت کنگره کنفدراسیون درآمد و از سال ۱۷۸۶ تا ۱۷۹۰ شهردار آلبانی بود. او نماینده کنوانسیون قانون اساسی فدرال در سال ۱۷۸۷ بود، اما در ماه ژوئیه از این نهاد کناره‌گیری کرد، زیرا با قانون اساسی پیشنهادی ایالات متحده، به دلیل نقض حقوق ایالتی و فردی، مخالف بود. او نماینده کنوانسیون تصویب در نیویورک، در ژوئن ۱۷۸۸ بود، اما نتوانست تصویب قانون اساسی ممانعت کند.
در ۱۷۹۰، لنسینگ یکی از اعضای کمیسیونی بود که مرز نیویورک - ورمونت را به عنوان بخشی از پذیرش ورمونت به اتحادیه، به عنوان چهاردهمین استان در ۱۷۹۱ تعیین کرد. او از ۱۷۹۰ تا ۱۷۹۸ قاضی دادگاه عالی نیویورک و از سال ۱۷۹۸ تا ۱۸۰۱ قاضی ستره دادگاه عالی بود. او همچنین از سال ۱۸۰۱ تا ۱۸۱۴ صدراعظم نیویورک بود و در سال ۱۸۱۷ یک کمیسر ویژه برای حل و فصل ادعاهای شهر نیویورک و شهرستان نیویورک بر سر فرود آمدن در ورمونت بود. وی از سال ۱۸۱۷ تا زمان مرگش، نایب رئیس دانشگاه استان نیویورک بود. لنسینگ در دسامبر ۱۸۲۹ پس از خروج از هتل خود در شهر نیویورک برای ارسال نامه‌ای ناپدید شد. هیچ ردی از او پیدا نشد و آنچه برای لنسینگ اتفاق افتاد، ناشناخته باقی مانده‌است.

## اوایل زندگی
جان تن آیک لنسینگ جونیور (پسر) در ۳۰ ژانویه ۱۷۵۴ در آلبانی نیویورک به دنیا آمد. او پسر گریت جاکوب لنسینگ (متولد ۱۷۱۱) و جانت «جین» (با نام خانوادگی واترز) لنسینگ (۱۷۲۸–۱۸۱۰) بود.

## حرفه
لنسینگ در آلبانی، نزد رابرت یتس حقوق خواند و در ۱۷۷۵ برای کارآموزی پذیرفته شد. لنسینگ از ۱۷۷۶ تا ۱۷۷۷ در طی جنگ انقلابی، به عنوان منشی نظامی ژنرال فیلیپ اسکایلر خدمت کرد. پس از آن، او از ۱۷۸۰ تا ۱۷۸۴ و از ۱۷۸۵ تا ۱۷۸۶ و در بازه ۱۷۸۸ تا ۱۷۸۹، عضو مجلس استانی نیویورک بود و در دو دوره آخر، رئیس آن بود. او در ۱۷۸۵ به عضویت کنگره کنفدراسیون، در نیویورک درآمد.
در ۱۷۸۶، لنسینگ شهردار آلبانی شد. او نماینده نیویورک به عنوان یکی از سه نماینده در کنوانسیون قانون اساسی در ۱۷۸۷ بود، جاییکه او قصد داشت، طبق خواسته‌های قوه مقننه نیویورک عمل کند و فقط بندهای موجود کنفدراسیون را اصلاح کند.
لنسینگ در ۱۷۹۰ به سمت قاضی دادگاه عالی استان نیویورک منصوب شد و در ۱۵ فوریه ۱۷۹۸ به درجه قاضی عالی ارتقا یافت. در ۱۸۰۱، او دومین رئیس دانشگاه نیویورک و جانشین رابرت آر. لیوینگستون شد. در ۱۸۱۴ لنسینگ عضو شورای دانشگاه ایالت نیویورک شد.

## زندگی شخصی
در ۸ آوریل ۱۷۸۱، لنسینگ با کورنلیا ری (۱۷۵۷–۱۸۳۴)، دختر رابرت ری و سارا (با نام خانوادگی بوگارت) ری اهل نیویورک ازدواج کرد. آنها ده فرزند به دنیا آوردند که پنج نفر از آنها در سنین پایین مُردند.
بیوه لنسینگ در ژانویه ۱۸۳۴ درگذشت و در گورستان روستایی آلبانی به خاک سپرده شد.

### میراث
شهرک لنسینگ در نیویورک به نام جان لنسینگ نام‌گذاری شد. لنسینگِ میشیگان نیز توسط مهاجرانی که از لنسینگِ نیویورک آمده بودند، نام‌گذاری شد.

## ارجاعات
1. ↑  "John Lansing, Jr. Associate Justice of the Supreme Court, 1790-1798 Chief Justice, 1798-1801". nycourts.gov. Retrieved August 28, 2017.
2. ↑  "LANSING, John, Jr. - Biographical Information". bioguide.congress.gov. Biographical Directory of the United States Congress. Retrieved August 28, 2017.
3. ↑  Munsell, Claude Garfield (1916). The Lansing Family. A Genealogy of the Descendants of Gerritt Frederickse Lansing Who Came to America From Hasselt, Province of Overijssell, Holland, 1640. Eight Generations. New York: Privare print. Retrieved August 28, 2017.
4. ↑  "John Lansing Jr. Manuscripts Collection". Finding aid to the Lansing collection at the New York State Library. New York State Library. Retrieved December 9, 2011.
5. 1 2  Talcott, Sebastian V. (October 1, 2001). Genealogical Notes Of New York And New England Families (به انگلیسی). Heritage Books. pp. 146–147. ISBN 9780788419560. Retrieved May 18, 2017.
6. ↑  "Lansing, John". www.encyclopedia.com (به انگلیسی). Columbia University Press. Retrieved August 28, 2017.
7. ↑  "America's Founding Documents". archives.gov (به انگلیسی). National Archives. October 30, 2015. Retrieved August 28, 2017.
8. ↑  Sullivan, Robert G.; Reynolds, Cuyler (1911). Hudson-Mohawk Genealogical and Family Memoirs: Lansing, Vol. I, pp. 72-74 (به انگلیسی). Retrieved August 28, 2017.
9. ↑  "John Lansing, Jr". www.newnetherlandinstitute.org (به انگلیسی). New Netherland Institute. Retrieved August 28, 2017.